# Verónica Merchant
Verónica Merchant Nancy (Ciudad de México, 28 de noviembre de 1967) es una actriz mexicana. Estudió actuación en el CUT (Centro Universitario de Teatro) de la Universidad Nacional Autónoma de México. Comenzó su carrera haciendo teatro y cine, para posteriormente, en 1993 debutar en la pantalla chica en la telenovela Corazón salvaje.

## Biografía
De padre mexicano y de madre francesa, nació en el Distrito Federal el 28 de noviembre de 1967. Sus padres son el Dr. Horacio Merchant Larios y Marie Therese Nancy.
Está casada con el actor Daniel Martínez con quien tiene dos hijos, Alexis y Valentina.

## Carrera
Debutó en la telenovela de Televisa Corazón salvaje donde interpretaba a Mariana Romero.
En 1995 participó en la telenovela Alondra; una novela de época producida por Carla Estrada y donde interpretaba el papel de María Elisa Escobar.
En 1996 volvió a trabajar con Carla Estrada en la telenovela Lazos de amor al lado de Lucero, encarnando el papel de Virginia una joven que moría de cáncer, dicha actuación le valió su primer Premios TVyNovelas.
Obtuvo su primer protagónico en la telenovela Luz Clarita junto a César Évora y posteriormente su segundo protagónico en Una luz en el camino junto a Guillermo Capetillo; esta fue la última telenovela que realizó con Televisa hasta 2022 cuando formó parte del elenco de Mujer de nadie. 
Después de algunos años en Televisa emigró a ArgosTv y posteriormente a TV Azteca de cuyas filas forma parte ahora, y en donde realizó la telenovela El amor de mi vida 1998 en el papel de Clarissa.
Su tercer papel protagónico lo obtiene en la telenovela Tío Alberto a lado de Héctor Bonilla y Mark Tacher, con el personaje de Marcela, posteriormente realiza las telenovelas Amores, querer con alevosía, Agua y aceite y Mirada de mujer, el regreso compartiendo créditos con Angélica Aragón y Ari Telch.
Se aleja un tiempo de la televisión y regresa 2 años después en Amor en custodia 2005 en el papel de Victoria Achaval Urien, una fotógrafa que tras 20 años de creer a su hija muerta, descubre que no es así.
En 2009 realizó la telenovela Eternamente tuya interpretando a la Tía Águeda.Y la obra de teatro El otro Einstein de Andrés Roemer con la dirección de Raul Quintanilla, donde interpretó el papel de Mileva Maric la primera mujer de Einstein; a lado de Claudia Lobo y Dora Cordero. Dicha obra se presentó también en el Teatro Lara de Madrid.
No fue hasta el año siguiente cuando regresó a la televisión con la telenovela Entre el amor y el deseo en el papel de Muriel.
A mediados de 2011 realiza una actuación especial para la telenovela Huérfanas producida por Fernando Sariñana, con el papel de Ana Julia Allende de Montemayor, madre de las Huérfanas.
En 2012 forma parte del elenco de la telenovela Quererte así, interpretando el papel de Carmela Ramirez.
En 2013 se encontró en las grabaciones de la telenovela Vivir a destiempo donde interpretó el papel de Cristina, compartiendo créditos con Juan Manuel Bernal, Humberto Zurita y Edith Gonzalez. 
Grabó una serie para TV Azteca que se transmitió en 2014 que lleva por nombre El hombre de tus sueños junto con Mauricio Islas, donde ambos tienen el rol protagónico.

## Trayectoria

### Telenovelas
- Tu vida es mi vida (2024) .... Isabela Ibáñez Cuevas[2]
- Mujer de nadie (2022) .... Pilar Riveira[3]
- Atrapada (2017) .... Daniela Salcedo de Vargas
- Así en el barrio como en el cielo (2015) .... Aurora Santos[4]
- Vivir a destiempo (2013) .... Cristina de Delgado
- Quererte así (2012) ... Carmela Ramírez
- Huérfanas (2011) ... Ana Julia Allende de Montemayor
- Entre el amor y el deseo (2010) ... Muriel Toledo
- Eternamente tuya (2009) ... Águeda Briseño de Castelán
- Amor en custodia (2005-2006) ... Victoria Achaval Urien
- Mirada de mujer: El regreso (2003-2004) ... Josefina de Miranda
- Agua y aceite (2002) ... Margarita
- Amores, querer con alevosía (2001)
- Tío Alberto (2000-2001) ... Marcela Díaz
- El amor de mi vida (1998-1999) ... Clarissa Villaseñor
- Una luz en el camino (1998)... Marcela Villarreal
- Luz Clarita (1996-1997)... Soledad Martínez / Rosario Vertis Vda. de Gonzalo
- Lazos de amor (1995-1996)... Virginia Altamirano
- Alondra (1995)... María Elisa Escobar
- Corazón salvaje (1993-1994)... Mariana Romero

### Series
- La jefa (2025)... Matilde de Guzmán[5]
- Ojitos de huevo (2023-2024)[6] [7]
- El Mantequilla: Maestro de la estafa (2023) ... Doña Carmenza de Guzmán[8]
- La venganza de las Juanas (2021) ... Susana
- Perseguidos (2016)... Irene
- Hasta que te conocí (2016)... Esperanza McCulley
- El hombre de tus sueños (2015)...
- Mujer, casos de la vida real (1995)

### Películas
- Malintzin, la historia de un enigma (2019)... Narradora en el documental[9]
- Kilómetro 31-2 (película- segunda parte) (2016)... Marina Fuentes Cotija
- El último aliento (cortometraje) (2009) ... Sophia
- Navidad S.A. (2008) ... Martha
- Spam (2008) ... Susana Duarte
- Enemigos íntimos (2008) ... Rebecca
- Complot (2005) ... Ana
- Manos libres (2005) ... Ofelia
- Corazones rotos (2001) ... Eva
- Ciudad que se escapa (1998) ... Lola
- Profundo carmesí (1996) ... Rebeca Sanpedro
- Desiertos mares (1995) ... Margarita
- Hasta morir (1994) ... Victoria
- Una maestra con Ángel (1994) ...
- Tiempo cautivo (1994) ...
- Principio y fin (1993) ... Natalia
- Ciudad de ciegos (1991) ... Chica del Departamento
- Tu hora está marcada (1991) ...
- Dora y yo (1987) ...

### Obras de teatro
- Exiliados (2017)... Bertha
- Pasión (2016)... Leo
- Enamorarse de un incendio (2015)...
- No se elige ser un héroe (2015)... Luz
- El censo (2015)...
- Las Pepenadoras (2014)... Ramona
- Testosterona (2014)... Magdalena (Miky)
- Una especie de Alaska (2013)...
- El otro Einstein (2009)... Mileva Maric
- El teniente... y lo que el gato se llevó (2004) Mary
- Después de la lluvia (2001)
- Molly Bloom (2000)...
- El ajedrecista (1993)...

## Premios y nominaciones

### Premios TVyNovelas
| Año  | Categoría               | Telenovela  | Resultado |
| ---- | ----------------------- | ----------- | --------- |
| 1997 | Mejor actriz juvenil    | Luz Clarita | Ganadora  |
| 1996 | Mejor actriz de reparto | Alondra     | Ganadora  |